# Tonsprache
Als Tonsprache, Tonalsprache oder tonale Sprache bezeichnet man eine Sprache, bei der mit einer Änderung der Tonhöhe oder des Tonhöhenverlaufs in einer Silbe in der Regel auch eine Änderung der Bedeutung des entsprechenden Wortes (bzw. Morphems) einhergeht. Tonsprachen sind die häufigsten aller heute weltweit gesprochenen Sprachen, umfassen allerdings nicht die Mehrheit aller Sprecher.

## Übersicht
Zu den tonalen Sprachen gehören u. a. die folgenden Sprachen:
- chinesische Sprachen wie zum Beispiel Hochchinesisch oder Kantonesisch,
- Tai-Kadai-Sprachen, zum Beispiel Thai und Laotisch,
- Hmong-Mien-Sprachen,
- Vietnamesisch, eine austroasiatische Sprache,
- Tsat, eine austronesische Sprache,
- einige afroasiatische Sprachen, zum Beispiel Hausa in Westafrika,
- viele Niger-Kongo-Sprachen, zum Beispiel Yoruba und Igbo in Westafrika und isiXhosa in Südafrika,
- nilosaharanische Sprachen, zum Beispiel Kanuri in Westafrika,
- Khoisan-Sprachen im südlichen Afrika,
- Mayathan, die Maya-Sprache von Yucatán, im Gegensatz zu anderen Maya-Sprachen,
- viele der indigenen Sprachen Amerikas, zum Beispiel die Apache-Sprachen,
- einige indogermanische Sprachen, zum Beispiel Panjabi, Altgriechisch in seiner Originalaussprache, Litauisch, Norwegisch, Schwedisch und einige süddänische Dialekte[1], die südslawischen Sprachen Bosnisch, Kroatisch, Serbisch und Slowenisch, Limburgisch und die ripuarischen Mundarten des Deutschen.

Sprachen, welche allein die Satzmelodie benutzen, um grammatische Strukturen oder Satzglieder hervorzuheben (zum Beispiel Stimmhebung am Ende eines Fragesatzes im Deutschen), sind keine Tonsprachen; bei diesen können satz- oder phrasenbezogene Tonmerkmale jedoch zusätzlich vorkommen. In Tonsprachen gehört der Ton fest zum Wort (bzw. Morphem) und es gibt Wörter ganz unterschiedlicher Bedeutung, die sich klanglich nur durch den Tonverlauf oder die Tonhöhe unterscheiden. Je nach Sprache spielt der Ton auch in der Grammatik eine mehr oder weniger große Rolle.
Grundsätzlich unterscheidet man zwei bzw. drei Arten von Tonsprachen:
- Registertonsprachen, mit gleichbleibenden Tonhöhen, z. B. gleichbleibend hoch oder gleichbleibend tief,
- Konturtonsprachen, mit verschiedenen Tonhöhenverläufen, z. B. steigend,
- Tonakzentsprachen (uneigentliche Tonsprachen), bei denen Wörter (bzw. Morpheme) durch verschiedenartige Betonung unterschieden werden, die Betonung aber nicht (oder nicht allein) durch einen Druckakzent, sondern durch eine andere Tonhöhe oder einen anderen Tonverlauf realisiert wird. Die japanische Sprache ist die bekannteste Tonakzentsprache.

Es existieren auch Kombinationen dieser Grundtypen. Die Tonsprachen Europas gehören zu den Tonakzentsprachen und nutzen sowohl tonale als auch nicht-tonale Silben.

## Beispiele
Beispiele für Konturtonsprachen sind
- Hochchinesisch (4 Töne plus „neutraler Ton“), siehe Töne des Hochchinesischen
- Kantonesisch (6 Töne, nach anderer Zählung 9), siehe Kantonesische Sprache#Töne
- Vietnamesisch (6 Töne), siehe Vietnamesische Sprache#Tonsystem

## Tonsandhi
Töne können untereinander auch – in einem sogenannten Tonsandhi – interagieren. So folgen im gesprochenen Hochchinesischen niemals zwei Silben mit drittem Ton aufeinander. Stoßen zwei Silben mit drittem Ton aufeinander, so wird die erste Silbe im zweiten Ton ausgesprochen. Andere Sprachen haben zum Teil sehr viel komplexere Interaktionsregeln.